# Strotarchus chamevazquezi
Espèce
Strotarchus chamevazquezi est une espèce d'araignées aranéomorphes de la famille des Cheiracanthiidae.

## Distribution
Cette espèce est endémique du département de Francisco Morazán au Honduras,. Elle se rencontre vers Santa Ana.

## Description
Le mâle holotype mesure 5,19 mm et la femelle paratype 6,52 mm.

## Systématique et taxinomie
Cette espèce a été décrite par Cubas-Rodríguez, Bonaldo et Brescovit en 2023.

## Étymologie
Cette espèce est nommée en l'honneur de David Chamé Vázquez.

## Publication originale
- Cubas-Rodríguez, Bonaldo & Brescovit, 2023 : « A new species of Strotarchus Simon, 1888 from Honduras (Araneae, Cheiracanthiidae). » Zootaxa, no 5296(4), p. 582-588.